# Margaret, Senhora Denham
Margaret, Senhora Denham (c. 1642 – janeiro de 1667), anteriormente a Honorável Margaret Brooke, foi uma cortesã inglesa durante o reinado do rei Carlos II de Inglaterra e foi uma das Beldades de Windsor pintadas por Sir Peter Lely. Ela foi amante de Jaime, Duque de Iorque, mais tarde o rei Jaime II de Inglaterra.
Margaret, ou "Elizabeth" em algumas fontes, foi a terceira filha do político Sir William Brooke (1601–1643) e sua segunda esposa Penelope Hill. Sua irmã, Frances Brooke, era outra das Beldades de Windsor. Em 1665, Margaret casou-se com o político e poeta John Denham, que era quase trinta anos mais velho que ela. Enquanto estava na corte, ela envolveu-se romanticamente com Jaime, Duque de Iorque, envergonhando seu marido. Jaime era casada com Ana Hyde, que havia contratato Sir Peter Lely para pintar Margaret dentre as Beldades de Windsor.
Quando Lady Denham ficou gravemente doente, a suspeita recaiu sobre seu marido. Samuel Pepys foi um dos que repetiram o boato de que Denham havia envenenado sua esposa. Outros suspeitos incluíam o próprio duque, sua esposa a duquesa de Iorque e a cunhada de Jaime, Henrietta Hyde. Após a morte de Lady Margaret, Jaime chegou a declarar que nunca mais reconheceria publicamente outra amante.